# Peter Ohlendorf

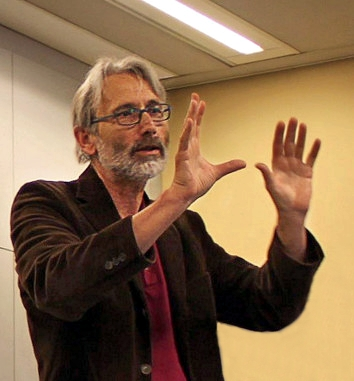
Peter Ohlendorf bei einer Diskussions-Veranstaltung nach Vorführung seines Films Blut muss fließen (2012)

Peter Ohlendorf (* 1952 in München) ist ein deutscher Film- und Fernsehregisseur sowie Drehbuchautor und Filmproduzent.

## Leben
Peter Ohlendorf studierte an der Deutschen Journalistenschule in München und arbeitete dann zunächst als Journalist bei verschiedenen öffentlich-rechtlichen Rundfunkanstalten. Später machte er sich als Filmemacher selbstständig, wobei er teils auch als sogenannter „Freelancer“ für verschiedene Hörfunk- und Fernsehsender tätig wurde. Seit Mitte der 1980er-Jahre befasst Ohlendorf sich vor allem mit ökologischen, entwicklungs- und gesellschaftspolitischen Themen. 1989 kam er nach Freiburg im Breisgau. Seit 2002 dreht er Filme und Reportagen für das Fernsehen.
Er wird neben Sigrid Faltin, Reinhild Dettmer-Finke, Tamara Spitzing und Ingo Behring der „Freiburger Dokumentarfilmer-Szene“ zugerechnet und bezeichnet sich selbst als „politischen Filmemacher“. Bekannt wurde Ohlendorf insbesondere durch seinen investigativen Dokumentarfilm Blut muss fließen – Undercover unter Nazis von 2012, der auf langjährigen Recherchen und verdeckten Kamera-Aufnahmen des Journalisten Thomas Kuban beruht und sich mit der rechtsextremen Musikszene befasst. Der Film wurde auf der Berlinale 2012 gezeigt und erhielt den 2. Preis des Alternativen Medienpreises 2012.
Peter Ohlendorf lebt und arbeitet in Freiburg im Breisgau.

## Auszeichnungen
- 2012: 2. Preis des Alternativen Medienpreises in der Sparte „Video“ für Blut muss fließen
- 2013: Georg-Elser-Preis der Landeshauptstadt München für Blut muss fließen (gemeinsam mit Thomas Kuban)

## Filmografie

### Regie
- 2000: Letzte Hoffnung: Umweltklinik. Reportage, ZDF.

### Regie und Produktion
- 2005: Tödliche Geschäfte – Waffen aus Deutschland. Dokumentarfilm, ARD.

### Regie, Drehbuch, Produktion und Kamera
- 2012: Blut muss fließen – Undercover unter Nazis. Dokumentarfilm, Länge: 87 Minuten (Recherche und Kamera: Thomas Kuban).